# Jost Meier
Jost Meier (* 15. März 1939 in Solothurn; † 5. Dezember 2022 in Basel) war ein Schweizer Dirigent und Komponist.

## Leben und Karriere
Jost Meier, aufgewachsen in Solothurn, studierte am Konservatorium in Biel Violoncello bei Rolf Looser und schloss mit dem Lehr- und Solistendiplom ab. Er spielte in verschiedenen kammermusikalischen Ensembles, ab 1964 war er Cellist im Tonhalle-Orchester Zürich und der Camerata Bern. Als Dirigent war Meier 1969–1979, gemäss anderen Quellen 1968–1980, an der Orchestergesellschaft Biel und dem dortigen Musiktheater tätig, bevor er 1980 als Kapellmeister ans Theater Basel wechselte. Ab 1983 war er freischaffender Komponist und Dirigent. Meier lebte in Basel und Arcegno im Tessin.
Die von ihm geschriebenen Partituren befinden sich seit 2018 in der Vera Oeri-Bibliothek der Musik-Akademie Basel.

## Bühnenwerke
- Sennentuntschi, Oper in 5 Akten nach Texten von Hansjörg Schneider (1981/82), Uraufführung 1983 an den Städtischen Bühnen in Freiburg im Breisgau[5]
- La vie funambulesque, Ballett in 4 Bildern (1983), Uraufführung 1984 am Théâtre municipal in Lausanne[6]
- Der Drache, Oper in 3 Akten (1985)[7]
- Der Zoobär, Kammeroper in 4 Bildern, Uraufführung 1987 zur Wiedereröffnung der Musikhochschule Zürich
- Augustin, Oper (1987), Uraufführung 1988 am Theater Basel[8]
- Dreyfus – die Affäre (Libretto: George Whyte, Uraufführung in Koproduktion mit dem Theater Basel am 8. Mai 1994 an der Deutschen Oper Berlin)
- Marie und Robert, nach dem Schauspiel von Paul Haller, Libretto von Hansjörg Schneider, Uraufführung im November 2017 in Biel

## Ehrungen
Für sein kompositorisches Schaffen und seine Dirigententätigkeit erhielt Jost Meier verschiedene Preise. Das ORTF, die öffentlich-rechtliche Rundfunkanstalt Frankreichs von 1964 bis 1974, verlieh ihm 1969 den Kompositionspreis. 1984 erhielt er den Prix du Festival de Lausanne, ein Jahr später den Kunstpreis des Kantons Solothurn. 2003 wurde er mit dem Grossen Musikpreis des Kantons Bern geehrt.